# Axstedt
Axstedt – gmina w Niemczech, w kraju związkowym Dolna Saksonia, w powiecie Osterholz, wchodzi w skład gminy zbiorowej Hambergen.